# Jean-Baptiste Dugas-Montbel
Jean-Baptiste Dugas-Montbel (Sant-Chamond Loire, 11 de març de 1776 - París, 30 de novembre de 1834) fou un hel·lenista i polític francès, conegut per les seves traduccions de les obres d'Homer.

## Biografia

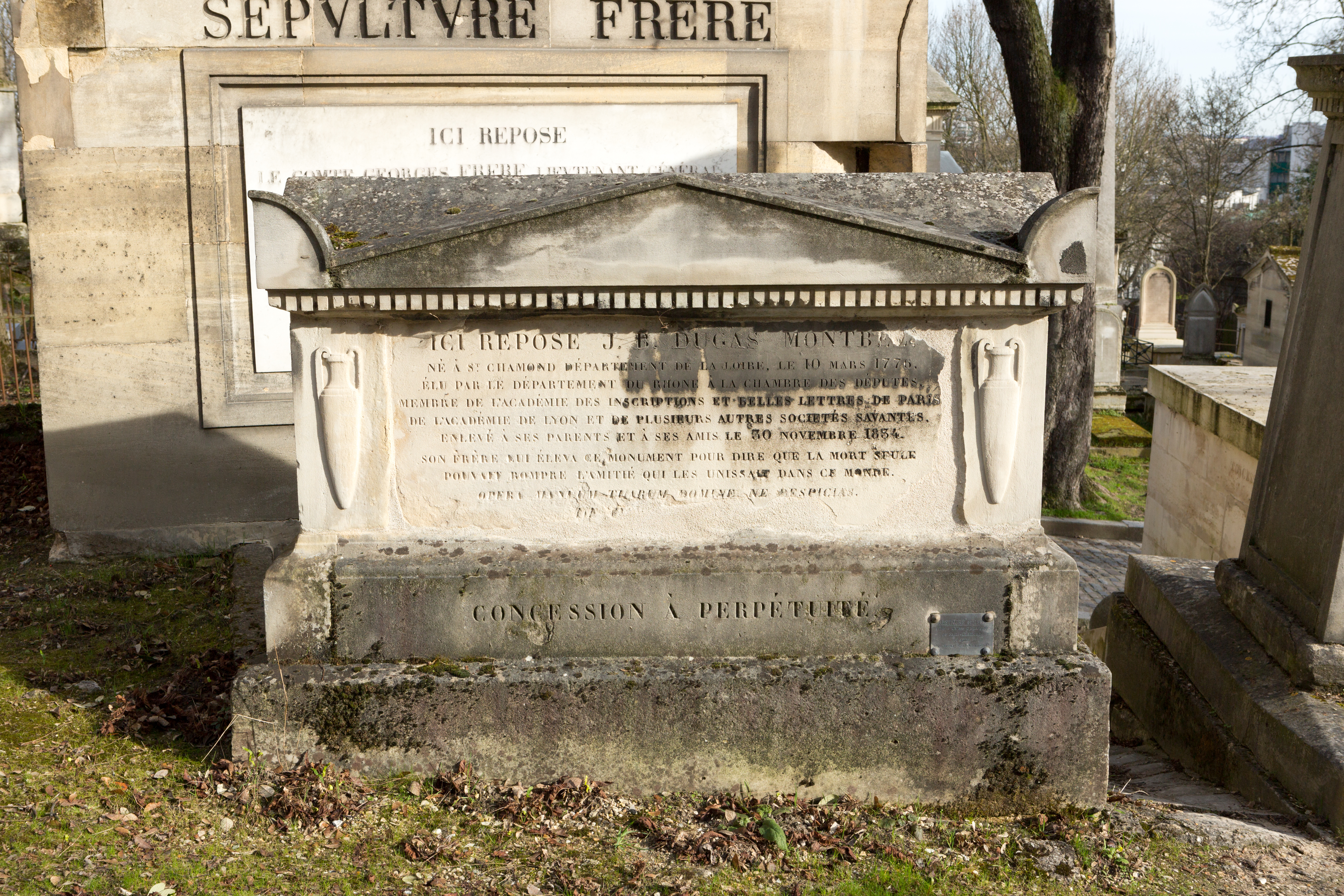
Tomvaal Cementiri del Père-Lachaise.

Després d'haver fet els seus estudis als oratorians de Lió, va servir en els exèrcits de la Revolució. Posteriorment es dedica als afers familiars i esdevé delegat de la cambra de comerç de Lió. Desplaçant-se sovint a París per negocis, prosseguí els seus estudis, i s'inicià en la poesia i la metafísica, les ciències polítiques i morals, les llengües antigues i modernes. Esdevingué membre de l'Acadèmia de Lió el1803, i viatjà a Itàlia i a Suïssa. Havent-se apassionat pel grec, acabà per abandonar el comerç l'any 1810 i decidí de fer-se hel·lenista. Entre el 1815 i el 1818 publicà una traducció de la Ilíada i de l'Odissea. Dues noves versions veieren la llum l'any 1828 i 1835, a les quals s'afegeixen tres estudis sobre la poesia homèrica. Les seves traduccions han estat apreciades per la manera amb la qual sabé donar vida als herois grecs tot reproduint amb una gran fidelitat les imatges, els matisos i les harmonies de la llengua homèrica.
Publicà articles i opuscles al Mercure de France, a la  France littéraire, al Magasin encyclopédique i a diverses altres revistes. Esdevingué associat lliure de l'Académie des inscriptions et belles-lettres l'any 1830, on hi llegí el 1832 un memòria titulada De l'època on l'escriptura fou introduïda a Grècia on intenta demostrar que l'escriptura alfabètica era desconeguda a Grècia a l'època on van ser compostos els fragments que constitueixen la Ilíada i l'Odissea. 
Quan es produí la Revolució de juliol l'any 1830, fou elegit diputat del Roine. Membre de diversos departaments i comissions, pujà només un sol cop a la tribuna, i fou per demanar l'abolició de la pena de mort. Rebé la Legió d'Honor l'any 1833. El seu mandat fou renovat dues vegades. Entre sessions de l'Assemblea, treballà en una traducció d'Èsquil, que restà inacabada. A la seva mort, l'any 1834, fou inhumat al cementiri del Pare-Lachaise (38ena divisió). Va llegar a la seva ciutat natal tots els seus llibres i una suma de 18.000 francs per fundar-hi una biblioteca.

## Publicacions

### Traduccions i estudis de l'obra d'Homer
- L'Iliade d'Homère, traduction nouvelle. L'Odyssée, suivie de la Batrachomyomachie, des hymnes, de divers petits poèmes et fragments attribués à Homère (4 volumes, 1815-1818)
- L'Iliade d'Homère, texte et traduction (5 volumes, 1828)
- Observations sur l'Iliade d'Homère (2 volumes, 1829-1830)
- Histoire des poésies homériques, pour servir d'introduction aux observations sur l'Iliade et l'Odyssée (1831)
- Observations sur l'Odyssée d'Homère (1833)
- L'Odyssée d'Homère, texte et traduction (3 volumes, 1835)

### Teatre
- La Femme en parachute, ou le Soupçon, comédie en 1 acte et en prose, avec Dominique Boutard, Paris, théâtre Montansier, 13 novembre 1799